# Schlacht bei Dunnichen Mere
Die Schlacht bei Dunnichen Mere (Walisisch Linn garan; Gälisch Dúin Nechaín) oder Schlacht bei Nechtansmere wurde am 20. Mai 685 in der Nähe von Forfar in der heutigen schottischen Council Area Angus zwischen den Pikten und dem angelsächsischen Königreich Northumbrien ausgefochten. Sie endete mit einem entscheidenden Sieg der Pikten und einer stark geschwächten Machtposition Northumbriens im nördlichen Britannien. Bis auf die Beschreibung der Schlacht, die Beda Venerabilis im 8. Jahrhundert gab, ist über sie nur wenig bekannt.

## Ausgangslage und Ablauf
Northumbrien hatte sein Gebiet schrittweise nach Norden ausgedehnt, das Königreich Bernicia hatte um 638 den Gododdin Edinburgh weggenommen. In den nächsten 30 Jahren errichteten die Northumbrier eine Vorherrschaft über die Königreiche von Strathclyde und Dalriada sowie über das piktische Fortriu.
König Ecgfrith von Northumbrien fiel 685 in piktisches Land ein, um die Plünderungen, die von hier aus in den Süden ausgingen, zu beenden. Am 20. Mai trafen die Gegner bei Dunnichen aufeinander.
In der Schlacht täuschten die Pikten einen Rückzug vor, mit dem sie die Northumbrier in das Moor von Dunnichen lockten. Der Piktenkönig Bridei III. tötete Ecgfrith, vernichtete seine Armee und versklavte viele der Überlebenden. Nach der Schlacht reichte der Einfluss Northumbriens nie wieder über den Firth of Forth hinaus.